# Alessandro (cantante)
Alessandro, all'anagrafe Alessandro Pintus (Roma, 14 gennaio 1954), è un cantautore e produttore discografico italiano.

## Biografia
Figlio di Corrado Pintus, che è lo zio di Claudia Mori e direttore del Clan Celentano dal 1972 al 1977, ottiene un contratto discografico con la CBS e partecipa al Festival di Sanremo 1973 con il brano Tre minuti di ricordi, testo di Miki Del Prete su musica dello stesso Alessandro, con arrangiamento di Detto Mariano. Il brano riesce a qualificarsi per la finale.
Come produttore collabora con Adriano Celentano per L'unica chance e con la cugina Claudia per i 45 giri Pupatella e Buonasera dottore/Che scherzo mi fai, che raggiunge la prima posizione della hit-parade italiana.
Dopo essere passato alla Philips, è tornato ad incidere nel 1977, per ritirarsi alla fine del decennio.

## Discografia

### Singoli
- 1973 - Tre minuti di ricordi/La verde panca (CBS, 1305)
- 1973 - Come sei bella/Tre minuti di ricordi  - 7" split con I Camaleonti (CBS, YD 330)
- 1977 - L'hai voluto soltanto tu/Stai con me (Philips, 6025 168)